# English Nature
English Nature là cơ quan của chính phủ Vương quốc Anh đảm nhiệm thúc đẩy việc bảo tồn động vật hoang dã, bảo vệ địa chất và những vùng hoang dã trên khắp nước Anh từ năm 1990 đến năm 2006. Đó là một cơ quan công không thuộc bộ tài trợ bởi Bộ Môi trường, Thực phẩm và Nông thôn (DEFRA) và được tư vấn theo luật định, tài trợ và cấp giấy phép.
Hội đồng Bảo tồn Thiên nhiên (NCC) (trước đây là Nature Conservancy) được thành lập bởi Đạo luật Công viên quốc gia và Tiếp cận nông thôn 1949 để bảo tồn thiên nhiên trên toàn bộ đảo Anh. NCC được chia thành bốn bởi Đạo luật Bảo vệ Môi trường 1990 trách nhiệm về sau giao cho English Nature. Ở Scotland, các chức năng của nó đã được sáp nhập với Ủy ban nông thôn Scotland để tạo thành Di sản thiên nhiên Scotland, và tương tự ở xứ Wales có sự sáp nhập để thành lập Hội đồng nông thôn xứ Wales. Một cơ quan nhỏ hơn nhiều, Ủy ban bảo tồn thiên nhiên chung (JNCC) có chức năng hỗ trợ cả ba cơ quan. Các chức năng của Ủy ban Nông thôn đã được chuyển đến Cơ quan Nông thôn mới thành lập.
English Nature đã hợp tác chặt chẽ với JNCC và các cơ quan tương đương của Scotland, Wales và Bắc Ireland (Cơ quan Môi trường Bắc Ireland) để mang lại một cách tiếp cận nhất quán nhằm bảo tồn thiên nhiên trên khắp Vương quốc Anh và hướng tới thực hiện nghĩa vụ quốc tế.
Cơ quan này đã không còn tồn tại vào tháng 10 năm 2006 sau khi Lord Haskins xem xét, ban hành Đạo luật Cộng đồng Môi trường và Nông thôn tự nhiên năm 2006. Nó được tích hợp với các bộ phận của cả Dịch vụ Phát triển Nông thôn và Cơ quan Nông thôn từ ngày 1 tháng 10 năm 2006, tạo thành một cơ quan mới gọi là Natural England.